# Scottish Ale
La Scottish ale és el nom pel qual es defineix la cervesa elaborada a Escòcia. Històricament, a Escòcia era impossible de conrear llúpol que estigués mínimament bé; la necessitat d'importar llúpol i el clima fred d'Escòcia va produir una cervesa en què el malt era predominant, amb la fermentació del llevat més net que la cervesa anglesa.
Originalment, l'estil de les cerveses escoceses estava fet amb malt lleugerament marró, murta dels pantans en lloc de llúpol per a l'amargor. Després els elaboradors van usar més malt torrat i ordi sense maltejar per al color. La cervesa escocesa moderna té menys amargor, i un sabor més dolç o a vegades afruitat a causa del major ús del malt. Algunes poden tenir un gust lleugerament fumat.
Les subcategories són diferenciades basant-se en el vell preu per barril del segle xix (/- es llegeix com "shilling"):
- light 60/-
- heavy 70/-
- export 80/-
- wee heavy 90/-

## Exemples
- McEwan's Scotch Ale
- MacAndrew's Scotch Ale
- Traquir House Ale
- Auld Tartan Wee Heavy
- Samuel Adams Scotch Ale
- Bersaglier - Scottish Ale